# Luna Fokke
Luna Fokke, född den 9 mars 2001 i Leidschendam, är en nederländsk landhockeyspelare.

## Karriär
Luna Fokke ingick i det nederländska landhockeylag som tog guld vid OS 2024.